# ميشيل واي
ميشيل واي (بالصينية: 詩雅) هي ممثلة صينية، ولدت في 24 نوفمبر 1984 بهونغ كونغ في الصين.

## أعمال

### أفلام
- (2017) طهي عاصفة

## وصلات خارجية
- ميشيل واي على موقع IMDb (الإنجليزية)
- ميشيل واي على موقع ميوزك برينز (الإنجليزية)
- ميشيل واي على موقع أول موفي (الإنجليزية)
- ميشيل واي على موقع قاعدة بيانات الفيلم (الإنجليزية)
- ميشيل واي على موقع كينوبويسك (الروسية)